# SPAD S.XI
Lo SPAD S.XI fu un aereo da ricognizione monomotore, biposto e biplano, sviluppato dall'azienda aeronautica francese Sociéte Pour l'Aviation et ses Dérivés negli anni dieci del XX secolo.
Utilizzato principalmente dall'Aéronautique Militaire, componente aerea dell'Armée de terre (esercito francese), e dalla russo-imperiale Imperatorskij voenno-vozdušnyj flot durante la prima guerra mondiale, pur realizzato in grande numero non incontrò i favori degli equipaggi che lo utilizzarono. Tuttavia il modello rimase in linea anche dopo il termine del conflitto, diventando uno dei principali aerei in dotazione alla neofondata Voenno-vozdušnye sily in Unione Sovietica.

## Utilizzatori
Belgio
- Aviation militaire/Militair Vliegwezen

 Giappone
- Dai-Nippon Teikoku Rikugun Kōkū Hombu

 Francia
- Aéronautique Militaire

 Impero russo
- Imperatorskij voenno-vozdušnyj flot
- Armata Bianca russa

 Italia
- Corpo Aeronautico Militare

 RSFS Russa
- Raboče-Krest'janskij Krasnyj vozdušnyj flot

 Stati Uniti
- American Expeditionary Forces

 Unione Sovietica
- Voenno-vozdušnye sily

 Uruguay
- Aviación Militar de l'Ejército Nacional